# Tveteneåsen
Tveteneåsen är en tätort i Larviks kommun i Vestfold fylke i sydöstra Norge. Orten ligger vid fylkesväg 302, sydväst om kommunens centralort Larvik.
Tidigare har orten tillhört dåvarande Brunlanes kommun.